# La Louve de Calabre
Pour les articles homonymes, voir La lupa.

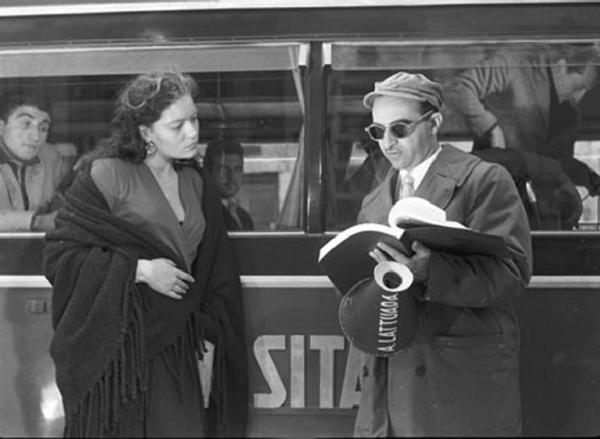
Le réalisateur Alberto Lattuada avec l'actrice Kerima, « La Louve ».

La Louve de Calabre (titre original : La lupa) est un film italien, réalisé par Alberto Lattuada, sorti en 1953. 
Le film s'inspire d'un très court récit sicilien, éponyme en italien, écrit par Giovanni Verga. Publié en 1880 en Italie, il a été traduit et édité en français, chez Gallimard, en 1996.

## Synopsis
Dans un village reculé de l'Italie du Sud, La Lupa (« La Louve »), une femme à l'attitude et aux mœurs libres, fascine et attire maris et fils qui ne peuvent lui résister. Pourtant, elle s'éprend tout particulièrement de Nanni qui cultive l'olivier et qui souhaite plutôt épouser la fille de celle-ci, Maricchia. Sur les instances de sa mère, Maricchia se marie avec Nanni. Mais, « la Louve » rôde toujours autour de ce dernier, au grand désespoir de Maricchia, sa fille.  Excédé, Nanni décide alors de tuer « la Louve »... qui connaîtra une fin atroce.

## Fiche technique
- Titre original : La lupa
- Titre français : La Louve de Calabre
- Réalisation : Alberto Lattuada
- Scénario : Alberto Lattuada, Antonio Pietrangeli, Luigi Malerba, Ennio De Concini, Ivo Perilli d'après la nouvelle homonyme de Giovanni Verga
- Photographie : Aldo Tonti, noir et blanc
- Musique : Felice Lattuada
- Décors : Carlo Egidi
- Costumes : Dario Cecchi
- Production : Carlo Ponti-Dino De Laurentiis
- Pays d'origine :  Italie
- Genre : Film dramatique
- Durée : 93 minutes
- Dates de sortie du film :
  -  Italie : 25 septembre 1953
  -  France : 25 juin 1954
  -  Allemagne de l'Ouest : 20 août 1954
  -  États-Unis : 15 novembre 1954
  -  Suède : 29 novembre 1954

## Distribution
- Kerima : « La Louve »
- May Britt : Maricchia, sa fille
- Ettore Manni : Nanni Lasca
- Mario Passante : don Pietro
- Giovanna Ralli : Agnese
- Ignazio Balsamo : Don Antonio
- Anna Arena

## Adaptation
Giovanni Verga en réalisa, plus tard, une adaptation théâtrale (1896). Parmi les mises en scène de la pièce, signalons celle de Franco Zeffirelli avec Anna Magnani et Lucia Bosé en 1965, puis un livret pour un mélodrame musical, en collaboration avec De Robertis, composé par Giacomo Puccini et ensuite G.-A. Tasca et représenté en 1933.

## Autour du film
- « De l'Algérienne Kerima et de la Suédoise May Britt, Lattuada, cinéaste réaliste, a su faire deux parfaites calabraises », nous disent Jacques Demeure et Ado Kyrou dans Positif (no 11, sept.-oct. 1954).
- Notons que, cette année-là, Kerima, May Britt et Ettore Manni tournèrent ensemble, sous la direction de Carmine Gallone, un film musical, inspiré d'une nouvelle de Giovanni Verga, devenue un opéra célèbre, composé par Pietro Mascagni, Cavalleria rusticana.
- Située dans un cadre sicilien indéterminé - la seule mention géographique faite dans la nouvelle est celle de l'Etna ( (...) verso l'Etna nebbioso, dove il cielo si aggravava sull'orizonte -, l'œuvre de Giovanni Verga est transposée, pour le film, en Calabre.
- Toutefois, les particularités du conte sicilien y sont préservées, si l'on en croit Jacques Demeure et Ado Kyrou qui jugent qu'« on peut parier pour la fidélité de Lattuada à l'esprit de son modèle : rarement lyrisme et sens social n'ont été aussi étroitement unis. » (Positif, sept.-oct. 1954)
- Caractéristiques également identifiables, à travers ce commentaire de Filippo Maria De Sanctis : « Avec (...) La Lupa, (...), le cinéaste noie son amertume dans une splendeur d'images effectivement calligraphiques (...), cela ne doit pas nous conduire à sous-estimer le raffinement stylistique de La Louve de Calabre, - du point de vue formel l'un des meilleurs films de Lattuada. Par ailleurs, la forte veine satirique du cinéaste nous vaut ici, avec la hideuse présentation du patron, un vigoureux portrait d'« exploiteur » » (...) (in  Premier Plan, Mai 1965).
- « Film social, film érotique, film irreligieux, La Louve de Calabre est un film lyrique. Chaque image porte en elle non seulement une force expressive, mais encore une grande beauté plastique », confirment Jacques Demeure et Ado Kyrou (Positif, sept.-oct. 1954).